# Blepharita vicina
Blepharita vicina là một loài bướm đêm trong họ Noctuidae.